# Star Frontiers
Star Frontiers è un gioco di ruolo di fantascienza di genere space opera scritto da David "Zeb" Cook e da Lawrence Schick e pubblicato dalla TSR nel 1982.

## Ambientazione
L'ambientazione del gioco base è un'area nota come "The Frontier Sector" vicino al centro della galassia (non viene specificato se è la Via Lattea), colonizzato successivamente alla scoperta di un metodo che permette alle astronavi, una volta raggiunto l'1% della velocità della luce, di "saltare" in una dimensione parallela detta "Il vuoto" che riduce grandemente i tempi di viaggio tra i mondi.
Esistono quattro razze senzienti, dralasite, umani, vrusk e yazirian che hanno formato la United Planetary Federation ("Federazione Planetaria Unita", UPF). I pianeti di origine di dralasite, umani e vrusk non sono dettagliati nell'ambientazione ed è possibile che non esistano più. Un gran numero dei sistemi stellari mostrati sulla mappa del settore sono inesplorati e non descritti, lasciando il master libero di usarli come preferisce.
I giocatori possono assumere diversi ruoli, ma quello di default è di essere agenti al servizio dell'UPF, incaricati di esplorare la frontiera e combattere le aggressioni nemiche di una misteriosa razza vermiforme chiamata Sathar. La maggior parte dei moduli pubblicati sono incentrati su questi tematiche.

### Razze senzienti
DralasitesBasse creature ameboidi capaci di cambiare limitatamente al loro forma estendendo e retraendo degli pseudopodi. Sono privi di sistema digestivo e consumano il loro cibo circondandolo e assorbendolo. Una rete di nervi e vene si dirama dal punto dove hanno due occhi. Non possono vedere i colori, ma hanno un senso dell'odorato molto sviluppato. Amano i cattivi giochi di parole e le altre razze trovano spesso strano il loro senso dell'umorismo.
UmaniUna razza virtualmente identica ai terrestri. La differenza maggiormente degna di nota è che la loro vita media è di 200 anni (probabilmente a causa dell'avanzato livello tecnologico dell'ambientazione).
VruskUna razza insettoide onnivora con otto gambe e cinque arti manipolatori. Le loro teste simili a quelle delle formiche includono due antenne e due mandibole. Sono noti per le loro menti logiche e la loro società è strutturata come un'impresa commerciale. Molti vrusk annunciano il nome della loro compagnia prima del loro nome personale.
YazirianUna razza di artropodi simili ai gorilla terrestri. Sono coperti da un corto pelo e grazie a un patagio che si estende dalle braccia alle gambe possono planare per brevi distanze in mondi a bassa gravità, come sono i loro mondi nativi. Discendono da una specie notturna e di giorno preferiscono indossare occhiali con lenti protettive per proteggere la vista. Sono considerati violenti ed invasivi e hanno l'abitudine di scegliersi un "nemico a vita" che può essere qualunque cosa, una persona, una ditta o un concetto. Questa razza fittizia fu ripresa come "shadow people" nella serie di moduli Dragonlance oltre che come hadozze in Spelljammer. In battaglia possono infuriarsi entrando in uno stato di ira simile a quello dei berseker.
SatharUna razza misteriosa di esseri simili a vermi nemica dell'UPF (non previsti come razza giocabile). I loro corpi sono lunghi 3 o 4 metri con due braccia tentacolari per la manipolazione fine e altre due usate per i lavori pesanti o anche come gambe per sollevarsi dal suolo. I loro occhi hanno ciascuno due pupille che gli conferiscono una buona visione periferica. Poiché non è mai stato catturato uno vivo si conosce poco di loro a parte l'anatomia base e il fatto che ostili. Alcuni dei loro modo di comportarsi e delle loro motivazioni sono rivelati nelle avventure pubblicate, in cui spesso gli avversari dei giocatori sono merceari al soldo di questi alieni.
Queste razze ad esclusione dei Sathar, ricomparvero, con grosse modifiche, in Spelljammer, un'ambientazione di Dungeons & Dragons e successivamente furono riprese anche per d20 Future.
L'ambientazione comprende anche molte altre razze aliene, ma quelle sopraelencate sono le uniche ad aver raggiunto un livello tecnologico sufficiente a sviluppare un motore interplanetario. Ulteriori nuove razze utilizzabili per i personaggi compaiono nell'ultimo prodotto pubblicato, Zebulon's Guide to Frontier Space ed includono gli humma (simili ai canguri), ifshnit (simili ai nani), gli osakar (dinoccolati quadrupedi che si riproducono per partenogenesi) e i mechanos (robot intelligenti).

## Meccaniche di gioco
Le regole del gioco in alcuni punti sono poco chiare, poiché furono sviluppate pensandole per un pubblico di quattordicenni, ma poco prima della pubblicazione furono revisionate per un pubblico di età inferiore, senza però testarle adeguatamente.
Il sistema di gioco è basato su tiri percentuali e l'uso di dadi a dieci facce. Gli attributi dei personaggi possono andare da 1 a 100, ma normalmente sono compresi tra 25 e 75. Per compiere azioni basilari, come sollevare oggetti o evitare delle rocce che precipitano, si deve riuscire in una prova di un tiro percentuale contro il loro valore. Ci sono otto attributi accoppiati a due a due. Ogni coppia condivide lo stesso valore iniziale: Forza/Resistenza, Destrezza/Velocità di reazione, Intuizione/Logica e Personalità/Leadership.
Ogni personaggio ha un gruppo di abilità primarie (P) (esercito, tecnologia o biosociale) ognuna delle quali permette di comprare abilità che ricadono nella loro area di influenza con uno sconto. Il valore delle abilità può variare da 1 a 6 e in genere consistono di un insieme di sottoabilità che danno una possibilità base di riuscire in una certa prova, più un 10% per ogni punto che il personaggio ha nell'abilità. Le abilità con le armi sono basate su forza o destrezza secondo l'arma, ma la percentuale di successo delle altre abilità è indipendente dal valore delle abilità. Molte delle abilità tecnologiche sono penalizzate dalla complessità del robot, sistema di sicurezza o computer che il personaggio tenta di manipolare (anche questa valutata in un punteggio che va da 1 a 6).
I personaggi sono generalmente in grado di sopravvivere a combattimenti in cui subiscono diversi colpi che ucciderebbero una persona normale. La tecnologia medica è anch'essa molto avanzata e può guarire le ferite di un personaggio molto rapidamente, mentre uno morto può essere ibernato per farlo rivivere più tardi in una clinica specializzata.
Le regole per veicoli e robot sono incluse nel set base Alpha Dawn. Il gioco integra in modo semplice il combattimento tra persone, veicoli e mezzi aerei. Il set di espansione Kinght Hawks include regole dettagliate per le astronavi. Il set base include anche un breve bestiario di creature native di Volturnus (il mondo dell'avventura inclusa nel set base) e regole per creare nuove avventure.
I personaggi migliorano spendendo punti esperienza per migliorare abilità e attributi.

## Storia editoriale
Il gioco fu pubblicato nella scatola base Star Frontier con copertina di Larry Elmore. Questa conteneva il manuale Basic Rules (16 pagine), uno di Expanded Game Rules (60 pagine) e l'avventura introduttiva SF-0: Crash on Volturnus (32 pagine), completavano il contenuto due dadi a dieci facce, pedine in cartoncino e una mappa con una città del futuro su un lato e una vasta zona selvaggia sull'altro, da usare con l'avventura inclusa. La seconda stampa della scatola base (1983) fu rinominata Star Frontier: Alpha Dawn.
Per pubblicizazre il gioco alla GenCon XV nel 1982 uno degli sviluppatori della TSR girò per la convention controllando nascostamente con un radiocomando un robot che scherzava con i partecipanti (Smith rimaneva nelle vicinanze del robot fingendo di fumare e rispondeva alle domande poste al robot mediante una radiolina). Allo stand della Fantasy Games Unlimited si mise a fare battute su quanto Star Frontier fosse migliore di Space Opera, il gioco di ruolo pubblicato dalla FGU. Steve Bizarre, il titolare della FGU, si infuriò pretendendo le scuse della TSR, per essere venuti davanti al suo stand a parlare male del suo gioco. Non avendo ricevuto alcuna scusa decise che la FGU non avrebbe più partecipato alla GenCon.
Al set base ne seguì subito un secondo, Knight Hawks, scritto da Douglas Niles che forniva le regole per usare il combattimento tra astronavi, la cui mancanza nella scatola base era stata fortemente criticata. Anche Knight Hawks fu pubblicato in una confezione in scatola che conteneva il Tactical Operation Maunual (16 pagine) che copriva le regole di combattimento tra astronavi, di fatto un wargame, il Campaign Book con un'ambientazione in cui situare le battaglie (la seconda guerra Sathar), le regole per costruire le astronavi, gestire il commercio interstellare e le abilità necessarie per pilotare e mantenere un'astronave. Completano la scatola l'avventura SFKH-0: Warriors of White Light che sfruttava le nuove regole, pedine in cartoncino per le astronavi, due dadi a dieci facce, una grande mappa esagonale bianca su un lato e le planimetrie di una stazione stellare e di un'astronave sull'altro (da usare per l'avventura inclusa).
A supporto dell'ambientazione la TSR pubblicò nel corso di un paio d'anni una dozzina di avventure divise nelle due linee SF e SFK, la prima che si appoggiava alle regole di Alpha Dawn, la seconda che sfruttava anche quelle dei combattimenti nello spazio di Knight Hawks. Oltre a questi pubblicò anche su licenza due moduli ambientati nei film 2001: Odissea nello spazio e 2010 - L'anno del contatto. Un paio di moduli (SFAD5 e SFAD6) furono scritti da autori della divisione britannica della TSR e si distinguono nettamente per tono e stile dai rimanenti.
Nonostante la linea non fosse stata un insuccesso le sue vendite erano comunque di molto inferiori a quelle di D&D e nel 1985 in un periodo di crisi la TSR chiuse tutte le linee meno redditizie, compresa Space Frontier, poco dopo la pubblicazione di SFAC3: Zebulon's Guide to Frontier Space, un manuale che cambiava il regolamento introducendo una tabella unica di risoluzione delle azioni simile a quella usata in Marvel Super Heroes. Questo lasciò il regolamento a metà del cambiamento, dato che erano stati programmati altri manuali della serie Zebulon che avrebbero dovuto completare la conversione delle regole. I giocatori ricevettero pochi o nessun consiglio su come convertire i loro personaggi esistenti e la TSR non pubblicò ulteriori prodotti che sfruttassero le regole introdotte da Zebulon.
Una versione dell'ambientazione chiamata Star Law e basata sul d20 System era una delle ambientazioni contenute nel manuale d20 Future (2004).

## Pubblicazioni
- Lawrence Shick e David Cook (1982). Star Frontier. L'avventura SF0: Crash on Volturnus è di Marc Acres e Tom Moldway con Douglas Niles. Ristampato nel 1983 con il titolo Star Frontier: Alpha Dawn[1].
- Douglas Niles (1983). Star Frontier: Knight Hawks. Contiene l'avventura SFKH-0: Warriors of White Light, copertina di Larry Elmore[1].
- Mark Acres con Tom Moldway (1983). Referee's Screen and Mini-Module. schermo del master, scenario Assault on Starship Omicron (8 pagine). Copertina di Jeff Easley[1].
- Mark Acres con Tom Moldway (1982). SF1: Volturnus, Planet of Mystery. Seguito dell'avventura nella scatola base, i personaggi riescono a contattare altri naufraghi, ma scoprono che questi sono mercenari al servizio degli Sathar. Copertina di Tim Truman[7].
- Mark Acres con Tom Moldway (1982). SF2: Starspawn of Volturnus. Prosegue SF1, i personaggi devono organizzare le quattro razze aliene che vivono su Volturnus per difenderi dal tentativo di invasione dei Sarthar. Copertina di Clyde Caldweell[7].
- Garry Spiegle (1983). SF3: Sundown on Starmist. I giocatori stanno indagando sulla possibile presenza di una base segreta degli Sarthar ma vengono scoperti da questi e per salvarsi devono riuscire ad attivare un'antica macchina da guerra. Copertina di Clyde Caldwell[7].
- Douglas Niles (1984). SF4: Mission to Alcazzar. I giocatori stanno indagando sul massacro dei minatori sul pianeta Alcazzar, ma la loro astronave viene abbattuta dai mercenari di una compagnia avversaria, responsabile del massacro[7].
- Graeme Morris (1985). SFAD5: Bugs in the System. I giocatori devono indagare su virus intelligente che sta infettando i computer e robot di una base. Copertina di Jeff Easley. A partire da questo modulo la serie SF fu rinominata in SFAD[8]
- Jim Bambra (1985). SFAD6: Dark Side of the Moon. I giocatori devono fermare un gruppo terrorista su un pianeta condiviso poco pacificamente da umani e Vrusk. Copertina di Keith Parkinson[8]
- Douglas Niles (1984). SFKH1: Dramune Run. Gli avventurieri sono i bersagli degli alieni Malthar che desiderano qualcosa a bordo della loro astronave. Copertina di Keith Parkinson[8].
- Ken Rolston (1984). SFKH2: Mutiny on the Eleanor Moraes. Primo modulo della serie Beyond Frontier, l'astronave dei personaggi viene catturata mentre questi sono all'esterno ad esplorare un pianeta e devono riuscire a ricatturarla prima che i loro avversari riescano a riparare i motori ed a partire abbandonandoli. Copertina di Larry Elmore[8].
- Ken Rolston (1985). SFKH3: Face of the Enemy. Seguito di SFKH2, i personaggi a bordo di un'astronave Sarthar catturata devono scoprire la base segreta dei misteriori alieni. Copertina di Mitch O'Connell[8].
- Ken Rolston (1985). SFKH4: The War Machine. Modulo conclusivo della serie Beyond Frontier, i personaggi devono trovare e distruggere una fabbrica segreta di astronavi dei Sarthar[8].
- SFAC1: Official Character Record Sheed. Sedici schede del personaggio. Copertina di Larry Elmore[8].
- Kimber Eastland con Bruce Nesmith (1985). Zebulon's Guide to Frontier Space. Un nuovo regolamento fondato sull'uso di un'unica tabella di risoluzione delle azioni, popolare all'epoca nei regolamenti pubblicati dalla TSR[9], quattro nuove razze aliene, nuove abilità, equipaggiamento e informazioni sull'ambientazione. Non è stato pubblicato alcun prodotto con numero di serie SFAC2[8].

### 2001: Odissea nello spazio
- Frank Mentzer (1984). 2001: A Space Odyssey. Tratto dall'omonimo film di Stanley Kubrick. Include le planimetrie della Discovery[8].
- Bruce Nesmith e Curtis Smith (1984). 2010: Odyssey Two. Tratto dal seguito, include le planimetrie della Discovery e della Leonov.[8].

### Librogame
- Jean F. Blashfield (1983). Villains of Voulturnus. Collana Endless Quest n. 8. ISBN 0-88038-023-3[10].
- Morris Simon (1984). Captive Planet. Collana Endless Quest n. 17. ISBN 0-88038-078-0[11].
- Catherine McGuire (1984). Trouble on Artule. Collana Endless Quest n. 24. ISBN 0-88038-169-8[12]

### Miniature
La TSR produsse una linea di miniature da utilizzare nel gioco al posto delle pedine in cartoncino.